# Crvene alge
Crvene alge (Rhodophyta, od grčkih riječi ῥόδον = crven, i φυτόν = biljka) su velika skupina najčešće višestaničnih, morskih algi, uključujući i mnoge morske trave.
Postoji između 5000 i 6000 živućih vrsta, dok neki drugi izvori govore da postoji više od 10.000 vrsta u ovom koljenu algi. Jedna su od najstarijih skupina eukariotskih algi. Samo dvadesetak rodova nastanjuje i vode na kopnu. Većinom žive pričvršćene za kamenitu podlogu, ali i za školjke, te vrlo rijetko kao epifiti pričvršćene za druge alge. Vrlo su ostjetljive na promjene temperature. Dosta su sitnije od smeđih algi, pa se na područjima jakih valova ne mogu održati, stoga žive u mirnim dubokim vodama.
Najstariji fosilni nalazi ovih algi datiraju iz mezoproterozoika (prije otprilike milijardu godina).

## Opis
Crvena alga (divizija Rhodophyta), je bilo koja od oko 6000 vrsta pretežno morskih algi, koje se često nalaze vezane uz druge obalne biljke. Njihov morfološki raspon uključuje nitaste, razgranate, peraste i pločaste talije. Taksonomija skupine je sporna, a organizacija divizije Rhodophyta možda neće točno odražavati filogenezu (evolucijski odnosi) svojih članova.
Kod većine vrsta tanke protoplazmatske veze osiguravaju kontinuitet između stanica. Njihova uobičajena crvena ili plava boja rezultat je maskiranja klorofila fikobilinskim pigmentima (fikoeritrinom i fikocijaninom). Reproduktivna tijela crvenih algi nisu pokretna. Ženski spolni organ, nazvan karpogonij, sastoji se od jednojezgrenog područja koje funkcionira kao jaje i trihogina ili izbočine na koju se pričvršćuju muške spolne stanice. Nepokretne muške spolne stanice (spermacije) proizvode se pojedinačno u muškim spolnim organima, spermatangijima.
Neke crvene alge važna su hrana (npr. Porphyra i Palmaria palmata). Mogu zadržati i svoju boju i želatinastu prirodu kada se kuhaju. Industrijski se irska mahovina (rod Chondrus) koristi kao zamjena za želatinu u pudinzima, pasti za zube, sladoledu i konzervama. Neke vrste Corallina i njezini saveznici važni su, zajedno sa životinjskim koraljima, u formiranju koraljnih grebena i otoka. Agar, tvar slična želatini pripremljena primarno od vrsta Gracilaria i Gelidium, važan je kao medij kulture za bakterije i gljivice.

## Karakteristike
Crvene alge su jako posebna skupina algi. Imaju eukariotsku stanicu bez biča i centriola. Njihova stanična stijenka ima unutarnji sloj sastavljen od celuloze, dok je vanjski sloj građen od pektina, te je sluzast. Imaju jednu jezgru, rijetke su one koje u starosti imaju više jezgara. Kao rezerva za hranu služi im ugljikohidrat floridejski škrob (između glikogena i škroba), koji se u obliku zrnaca nalazi na površini rodoplasta. Crvenu boju daju im fikobilini. Kloroplasti su građeni od paralelno naslaganih vrećica, tilakoida.

## Razmnožavanje
Crvene alge se razmnožavaju nespolno, spolno ili izmjenom spolnog i nespolnog razmnožavanja (izmjenom generacija). Ciklus razmnožavanja može biti izazvan različitim čimbenicima, kao što je duljina dana. Nemaju pokretnih stanica, spore i gamete su nepokretne, te se ove alge oslanjaju na vodene struje kao prijenosnik stanica u organe. Vegetativno razmnožavanje se ostvaruje diobom (kod jednostaničnih oblika), raskidanjem kolonije ili otkinutim dijelovima talusa. Također postoji razmnožavanje sporama, kod kojeg se stvaraju određene vrste spora (monospore, tetraspore i polispore) Spolni način razmnožavanja predstavljen je netipičnom oogamijom.

## Koristi
Mnoge od koraljnih algi, koje izlučuju kalcijev karbonat i igraju veliku ulogu u gradnji koraljnih otoka, pripadaju ovoj skupini. Iz staničnih stijenki nekih vrsta dobivaju se različiti polisaharidi za primjenu u ljekarstvu (npr. irska mahovina). Također, neke alge iz ove skupine su tradicionalni dio europske i azijske kuhinje, npr. dulse i nori, te se koriste za pripravljenje dodataka kao što su agar, karagenan i drugi prehrambeni aditivi. Sadrže veliku količinu vitamina i bjelančevina, te se jednostavno uzgajaju, pa su zbog toga privlačne za kultivaciju, koja je u Japanu počela prije više od 300 godina.

## Klasifikacija
A) Subdivisio Cyanidiophytina H.S.Yoon, K.M.Müller, R.G.Sheath, F.D.Ott & D.Bhattacharya 6 vrsta
- Cyanidiophyceae Merola, 6

B) Subdivisio Eurhodophytina G.W.Saunders & Hommersand 7 256 vrsta
- Bangiophyceae Wettstein 186
- Florideophyceae Cronquist 	7 070

C) Subdivisiophylum Proteorhodophytina Muñoz-Gómez, Mejía-Franco, Durnin, Colp, Grisdale, J.M.Archibald & Slamovits 140 vrsta
- Compsopogonophyceae G.W.Saunders & Hommersand 	73
- Porphyridiophyceae M.Shameel 	10
- Rhodellophyceae Cavalier-Smith 	7
- Stylonematophyceae H.S.Yoon, K.M.Müller, R.G.Sheath, F.D.Ott & D.Bhattacharya 	50

D) Classis Rhodophyta classis incertae sedis  72
- Rhodophyta ordo incertae sedis 72. Fosili u razredu Rhodophyceae Ruprecht 1851: †Aoujgaliaceae, †Archaeolithophyllaceae, †Archaeolithophyllales, †Calcifoliida, †Florideae, †Foliophycus, †Gigartinales, †Gymnocodiaceae, †Peyssonneliaceae, †Solenoporaceae; fosiliu redu Corallinales: Archaeolithothamnium, Archamphiroa, Craticulaceae, Graticula, Halysis, Hapalidiaceae, Nematothallopsis, Sporolithaceae, Subterraniphyllum.[5] 72 vrste

### Porodice
1. Acrochaetiaceae Fritsch ex W.R.Taylor
2. Acrosymphytaceae S.C.Lindstrom
3. Acrothesauraceae G.W.Saunders & Kraft
4. Acrotylaceae F.Schmitz
5. Ahnfeltiaceae Maggs & Pueschel
6. Areschougiaceae J.Agardh
7. Atractophoraceae Maggs, L.Le Gall & G.W.Saunders
8. Balbianiaceae R.G.Sheath & K.M.Müller
9. Balliaceae H.-G.Choi, G.T.Kraft, & G.W.Saunders
10. Bangiaceae Duby
11. Batrachospermaceae C.Agardh
12. Blinksiaceae Hollenberg & I.A.Abbott
13. Boldiaceae Herndon
14. Bonnemaisoniaceae F.Schmitz
15. Callithamniaceae Kützing
16. Calosiphoniaceae Kylin
17. Catenellopsidaceae P.A.Robbins
18. Caulacanthaceae Kützing
19. Cavernulicolaceae H.S.Yoon, S.I.Park, C.H.Cho & R.A.Andersen
20. Ceramiaceae Dumortier
21. Champiaceae Kützing
22. Chondriellaceae Levring
23. Chondrymeniaceae Rodriguez-Prieto, G.Sartoni, S.-M.Lin & Hommersand
24. Cyanidioschyzonaceae F.D.Ott
25. Colaconemataceae J.T.Harper & G.W.Saunders
26. Compsopogonaceae F.Schmitz
27. Corallinaceae J.V.Lamouroux
28. Corallinales familia incertae sedis
29. Corallinophycidae familia incertae sedis
30. Corynocystaceae Kraft
31. Corynodactylaceae G.W.Saunders, Wadland, Salomaki & C.E.Lane
32. Crossocarpaceae Perestenko
33. Cruoriaceae Kylin
34. Cubiculosporaceae Kraft
35. Cyanidiaceae Geitler
36. Cystocloniaceae Kützing
37. Delesseriaceae Bory
38. Dicranemataceae Kylin
39. Dixoniellaceae Yokoyama et al. ex J.L.Scott et al.
40. Dumontiaceae Bory
41. Endocladiaceae Kylin
42. Entwisleiaceae F.J.Scott, G.W.Saunders & Kraft
43. Erythropeltales incertae sedis
44. Erythrotrichiaceae G.M.Smith
45. Etheliaceae K.R.Dixon, C.W.Schneider & G.W.Saunders
46. Faucheaceae Strachan, G.W.Saunders & Kraft
47. Florideophyceae incertae sedis
48. Fryeellaceae L.Le Gall, Dalen & G.W.Saunders
49. Furcellariaceae Greville
50. Gainiaceae R.L.Moe
51. Galaxauraceae P.G.Parkinson
52. Galdieriaceae Merola
53. Gelidiaceae Kützing
54. Gelidiellaceae K.-C.Fan
55. Gigartinaceae Bory
56. Glaucosphaeraceae Skuja
57. Gloiosiphoniaceae F.Schmitz
58. Gracilariaceae Nägeli
59. Granufilaceae Z.X.Shi, S.L.Xie & D.Hua
60. Haemeschariaceae Wilce & Maggs
61. Halymeniaceae Bory
62. Hapalidiaceae J.E.Gray
63. Hildenbrandiaceae Rabenhorst
64. Hydrolithaceae R.A.Townsend & Huisman
65. Hymenocladiaceae Le Gall, Dalen & G.W.Saunders
66. Inkyuleeaceae H.-G.Choi, Kraft, H.-S.Kim, Guiry & G.W.Saunders
67. Kallymeniaceae Kylin
68. Lemaneaceae C.Agardh
69. Liagoraceae Kützing
70. Liagoropsidaceae S.-M.Lin, Rodríguez-Prieto & Huisman
71. Lithophyllaceae Athanasiadis
72. Lithothamniaceae H.J.Haas
73. Lomentariaceae Willkomm
74. Mastophoraceae R.A.Townsend & Huisman
75. Meiodiscaceae S.L.Clayden & G.W.Saunders
76. Mesophyllumaceae C.W.Schneider & M.J.Wynne
77. Mychodeaceae Kylin
78. Mychodeophyllaceae Kraft
79. Naccariaceae Kylin
80. Nemaliaceae De Toni & Levi
81. Nemastomataceae Ardissone
82. Nizymeniaceae Womersley
83. Orthogonacladiaceae G.H.Boo, Le Gall, K.A.Miller & S.M.Boo
84. Ottiaceae Entwisle, J.R.Evans, M.L.Vis & G.W.Saunders
85. Palmariaceae Guiry
86. Peyssonneliaceae Denizot
87. Phacelocarpaceae Searles
88. Phragmonemataceae Skuja
89. Phyllophoraceae Willkomm
90. Picomonadophyceae Seenivasan, Sausen, Medlin & Melkonian
91. Pihiellaceae J.M.Huisman, A.R.Sherwood and I.A.Abbott
92. Plocamiaceae Kützing
93. Polyidaceae Kylin
94. Porolithaceae R.A.Townsend & Huisman
95. Porphyridiaceae Kylin
96. Pseudoanemoniaceae V.J.Chapman
97. Pterocladiaceae G.P.Felicini & Perrone
98. Pterocladiophilaceae K.-C.Fan & Papenfuss
99. Ptilocladiopsidaceae Rodriguez-Prieto, Freshwater & Hommersand
100. Rhizophyllidaceae Ardissone
101. Rhodachlyaceae G.W.Saunders, S.L.Clayden, J.L.Scott, K.A.West, U.Karsten & J.A.West
102. Rhodellaceae H.S.Yoon, K.M.Müller, R.G.Sheath, F.D.Ott & D.Bhattacharya
103. Rhodelphidophyceae Tikhonenkov, Gawryluk, Mylnikov & P.J.Keeling
104. Rhodochaetaceae F.Schmitz
105. Rhodogorgonaceae S.Fredericq, J.N.Norris & C.Pueschel
106. Rhodomelaceae Horaninow
107. Rhodophysemataceae G.W.Saunders & J.L.McLachlan
108. Rhodophyta familia incertae sedis
109. Rhodothamniellaceae G.W.Saunders
110. Rhodymeniaceae Harvey
111. Rhodymeniales incertae sedis
112. Rissoellaceae Kylin
113. Rufusiaceae Zuccarello & J.A.West
114. Sarcodiaceae Kylin
115. Schimmelmanniaceae G.W.Saunders & Kraft
116. Schizymeniaceae Masuda & Guiry
117. Schmitziellaceae Guiry, Garbary & G.W.Saunders
118. Scinaiaceae Huisman, J.T.Harper & G.W.Saunders
119. Sebdeniaceae Kylin
120. Skujapeltaceae W.T.Hall & G.Claus
121. Solieriaceae J.Agardh
122. Sphaerococcaceae Dumortier
123. Spongitaceae Kützing
124. Sporolithaceae Verheij
125. Stylonemataceae K.M.Drew
126. Thoreaceae Hassall
127. Tichocarpaceae Kylin
128. Tsengiaceae G.W.Saunders & Kraft
129. Wrangeliaceae J.Agardh
130. Yamadaellaceae S.-M.Lin, Rodríguez-Prieto & J.M.Huisman